# Долно Орехово
Долно Орехово или Долно Ореово (на македонска литературна норма: Долно Орехово) е село в южната част на Северна Македония, община Новаци.

## География
Селото е разположено в Селечката планина, източно от Битоля.

## История
На рида Кале на 2 km североизточно над селото има средновековна крепост.
В XIX век Долно Орехово е село в Битолска кааза на Османската империя. Според статистиката на Васил Кънчов („Македония. Етнография и статистика“) от 1900 година Орео или Орѣхово има 250 жители, от тях 160 българи християни и 90 турци.
На Етнографската карта на Битолския вилает на Картографския институт в София от 1901 година Турско Ореово е смесено село българи, албанци и власи в Битолската каза на Битолския санджак с 35 къщи.
В началото на XX век българското население на селото е под върховенството на Българската екзархия. По данни на секретаря на екзархията Димитър Мишев („La Macédoine et sa Population Chrétienne“) през 1905 година в Орехово има 240 българи екзархисти.
Според преброяването от 2002 година селото има 45 жители, от които:
| Националност     | Всичко |
| северномакедонци | 39     |
| албанци          | 5      |
| турци            | 1      |
| роми             | 0      |
| власи            | 0      |
| сърби            | 0      |
| бошняци          | 0      |
| други            | 0      |

- Долноореховския манастир
- Църква „Свети Филип“
- Църква „Свети Теодор Тирон“

## Личности
Починали в Орехово
- Георги Ст. Зафиров, български военен деец, подпоручик, загинал през Първата световна война[6]